# جون كاسيدي (لاعب كرة قاعدة)
جون كاسيدي (بالإنجليزية: John Cassidy)‏ هو لاعب كرة قاعدة أمريكي، ولد في 1855 في بروكلين في الولايات المتحدة، وتوفي بنفس المكان في 3 يوليو 1891 بسبب استسقاء.

## وصلات خارجية
- جون كاسيدي على موقعبيزبول رفرنس.كوم (الدوري الرئيسي) (الإنجليزية)
- جون كاسيدي على موقعبيزبول رفرنس.كوم (الدوري الثانوي) (الإنجليزية)